# Urodeta faro
Urodeta faro – gatunek motyla z rodziny Elachistidae i podrodziny Elachistinae.
Gatunek ten opisany został w 2011 roku przez Virginijusa Sruogę et Jurate de Prins, którzy jako miejsce typowe wskazali obóz nad rzeką Faro.
Skrzydła rozpiętości od 6 mm do 6,6 mm. Przednie skrzydła białe, brązowo zakurzone, małą brązową kropką przed środkiem i szarawobiałym frędzlowaniem. Tylne skrzydła w całości szarawe. Narządy rozrodcze samicy odznaczają się pozbawionym signum corpus bursae, poprzecznie pomarszczoną proksymalną częścią ductus bursae oraz opatrzonym kolcami wewnętrznymi i zesklerotyzowanym colliculum.
Motyl afrotropikalny, znany tylko z Kamerunu.